# Ascanio Mansi
Ascanio Mansi (Lucca, 26 maggio 1773 – Lucca, marzo 1840) è stato un politico italiano.

## Biografia
Nato a Lucca nel 1773, appartenne al ramo cadetto della famiglia lucchese dei Mansi e studiò prima a Bologna e poi a Roma. Entrò in giovane età a far parte del Senato della Repubblica di Lucca, assistendo alla fine della stessa nel 1799 per opera dei francesi.
Pur facendo parte della classe dirigente aristocratica lucchese, concentrò il proprio impegno politico verso la salvaguardia delle tradizioni lucchesi, pur attaddandosi ai continui mutamenti che videro coinvolta Lucca in questi anni e impegnandosi come amministratore ponendosi come un conservatore moderato. Fu maire di Lucca sotto l'impero francese dall'ottobre 1809 al febbraio 1814. Membro del governo del Principato di Lucca e Piombino di Elisa Bonaparte Baciocchi, ricoprì gli incarichi di Segretario di Stato e Gran ciambellano.
Dopo la caduta di Napoleone fu a capo della delegazione lucchese al Congresso di Vienna e sostenne la causa della restaurazione della vecchia repubblica, che venne trasformata nel Ducato di Lucca concesso a Maria Luisa di Borbone. Ricoprì la carica di primo ministro del nuovo ducato, e quella di gonfaloniere del comune dal 1815 al 1816.
Con i Borbone divenne primo (e unico) ministro del Ducato, di fatto governò con grande capacità Lucca, distinguendosi per l’opera riformatrice, per l’incentivazione del libero commercio e delle opere di pubblica utilità, preparando il piccolo ducato ad inserirsi definitivamente in una realtà più grande.